# توم برادبي
توم برادبي (بالإنجليزية: Tom Bradby)‏ (و. 1967  م) هو صحفي، ومؤلف، وكاتب سيناريو، ومدون بريطاني، ولد في مالطا.

## التعليم
تعلم في جامعة إدنبرة، ومدرسة شيربورن ‏.

## وصلات خارجية
- توم برادبي على موقع IMDb (الإنجليزية)
- توم برادبي على موقع قاعدة بيانات الأفلام العربية
- توم برادبي على موقع ألو سيني (الفرنسية)
- توم برادبي على موقع أول موفي (الإنجليزية)
- توم برادبي على موقع قاعدة بيانات الفيلم (الإنجليزية)
- توم برادبي على موقع كينوبويسك (الروسية)